# Monologi waginy
Monologi waginy (ang. The Vagina Monologues) – sztuka teatralna Eve Ensler z roku 1996. Na podstawie sztuki w roku 2002 nakręcono film. Wyróżniona w r. 1997 nagrodą Obie Award.

## Treść

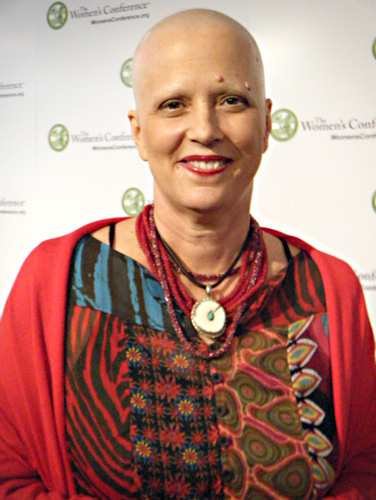
Autorka sztuki – Eve Elsner

Sztuka powstała na podstawie rozmów przeprowadzonych przez autorkę z ponad dwustoma kobietami z całego świata. Opowiada o przeżyciach kobiet, zarówno radosnych jak i traumatycznych, które doprowadziły bohaterki do negatywnego postrzegania seksu i kobiecości, jak również o traktowaniu waginy zarówno przez kobiety, jak i mężczyzn. Intencją autorki było, aby dzięki Monologom waginy kobiety były dumne ze swojej seksualności i umiały domagać się szacunku.

## Kariera sceniczna
Początkowo sztuka wystawiana była na nowojorskim Broadwayu jako monodram. Po zdobyciu popularności wystawiana była na scenach ponad 140 krajów na całym świecie. Ukazała się również w wersji książkowej, przełożona na ponad 20 języków. W Polsce po raz pierwszy wystawiono sztukę w Teatrze STU w Krakowie. Premiera miała miejsce 26 kwietnia 2003, reżyserował Piotr Jędrzejas. Następnie Monologi waginy wystawiono w 2011 roku na Uniwersytecie Warszawskim w reżyserii Karoliny Urbańskiej oraz w 2012 roku, także na UW, w reżyserii Hanny Kłoszewskiej.
W 2020 roku, po wyroku Trybunału Konstytucyjnego w sprawie terminacji ciąży rozpoczęły się protesty przeciwko zaostrzeniu przepisów aborcyjnych. Eve Ensler i organizacja V-Day poparły #StrajkKobiet i dołączyły do protestu, a Monologi waginy znów zostały wystawione w Polsce w formie internetowego performance’u z udziałem aktorek, zorganizowanego w serwisie YouTube przez Karolinę Roztocką (d. Urbańska).

## V-Day
V-Day to globalny ruch na rzecz zaprzestania przemocy wobec kobiet i dziewczyn, który wiąże się z działalnością Eve Ensler. Ruch zainaugurowano w roku 1998. "V" w nazwie ruchu oznacza: Victory (zwycięstwo), Vagina (waginę) i Valentines (Walentynki). Jednym ze stałych działań ruchu V-Day jest wystawianie sztuki Monologi waginy w lutym każdego roku dzięki współpracy z wolontariuszami na całym świecie.
Do Polski kampanię V-Day sprowadziła w 2011 roku Karolina Urbańska, studentka Wydziału Polonistyki Uniwersytetu Warszawskiego.
Kampania ma na celu zmianę nastawienia społecznego do kwestii przemocy wobec kobiet i dziewczyn, zarówno fizycznej, jak i psychicznej.

## Znaczenie społeczne i krytyka
Sztuka była krytykowana z różnych pozycji, zarówno tradycjonalistycznych i konserwatywnych, jak i postępowych. Konserwatyści zarzucali jej m.in. degradację seksu, demonizację mężczyzn, gloryfikację zgwałcenia kobiety przez kobietę, a także jednostronność, zbytnią seksualizację, propagowanie seksu przedmałżeńskiego. Zarzucano również nieuwzględnienie ludzi innych ras oraz transseksualistów. Zarzucano autorce, że problemów płciowości nie da się zredukować do czystego seksualizmu.